# Verdienstmedaille für die Freiwilligen des spanischen Bürgerkrieges
Die Verdienstmedaille für die Freiwilligen des spanischen Bürgerkrieges (it. Medaglia di benemerenza per i volontari della Campagna di Spagna) war eine Auszeichnung des Königreiches Italien, welche am 6. Juni 1939 per Dekret Nr. 1244 durch König Viktor Emanuel III. für die freiwilligen Teilnehmer des Spanischen Bürgerkrieges gestiftet wurde.
Die bronzene Medaille zeigt auf ihrem Avers mittig eine Fasces vor einem Hakenkreuz sowie den dahinter liegenden Pfeilbündel der Falange. Über dem Hakenkreuz liegt waagerecht eine verschlungene Linie, deren Bedeutung unbekannt ist. Umschlossen wird diese Symbolik von der Umschrift VOLVNTARIO DE GVERRA. Das Revers zeigt hingegen mittig einen nackten Mann mit Blick in den Himmel gerichtet, der in seiner linken Hand eine Axt mit Kopf nach unten trägt und in seiner rechten ein nach außen gerichtetes Schwert. Umschlossen wird auch diese Symbolik von der Umschrift GVERRA POR LA VNIDAD ESPANOLA. (Freiwillige des Krieges in Spanien). Getragen wurde die Medaille an der linken oberen Brustseite des Beliehenen an einem malinoroten Bande, in dessen Mitte ein gelb-rot-gelber Mittelstreifen eingewebt ist.